# Жолдас, Аяна
Аяна Жолдас (род. 9 июня 2001 года, Абайский район, Южно-Казахстанская область, Казахстан) — казахстанская фристайлистка, специализирующаяся в могуле, участница зимних Олимпийских игр 2018 и 2022 годов.

## Биография
Окончила школу-интернат для одарённых детей.
В 2018 году приняла участие на зимних Олимпийских играх в Пхёнчхане в могуле. В первой квалификации заняла 19-место, во второй — 12-е и не квалифицировалась в финал соревнований.
На зимних Олимпийских играх 2022 года в Пекине в могуле в первой квалификации заняла 13-место, во второй — 10-е и не вышла в финал.